# 鹿港金門館
鹿港金門館位於臺灣彰化縣鹿港鎮，是清代的班兵伙館:14，同時供奉分香自金門東門內校場觀德堂的蘇府王爺:6，於民國八十九年（2000年）10月25日公告為古蹟。該建築原為許樂三的宅邸，後來此宅在清嘉慶十年（1805年）時薄賣改為浯江館，後來最晚在清末時改稱金門館:31。
而金門館所在的地區，原是水師汛與理番同知署等官兵居住區，所形成的街廓型聚落與附近並未有血緣淵源，類似後來的眷村:28。而除了在鹿港有金門館外，在艋舺（今臺北市萬華區）與安平（臺南市安平區）亦設有金門館:47。

## 沿革

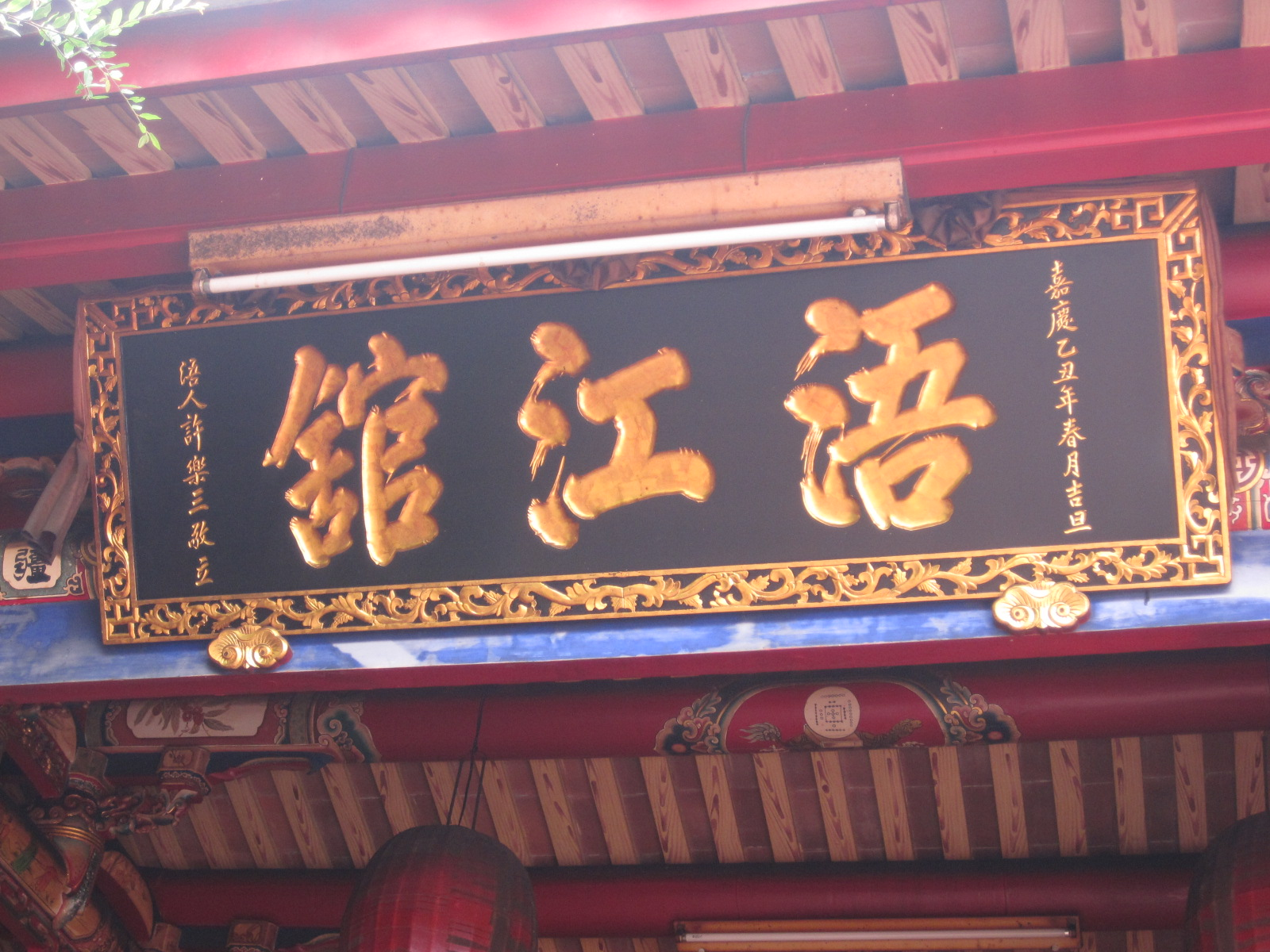
「浯江館」匾額

鹿港金門館在清末之前原稱「浯江館」，本為仕紳許樂三的宅邸，在乾隆五十一年（1786年）前已存在:11。在乾隆五十二年（1787年）福康安率大軍自鹿港登陸處理林爽文事件以及乾隆五十三年（1788年）安平水師左營遊擊一員移駐鹿港後，鹿港增加了不少來自金門的兵丁，遂有建館並奉祀其神祇蘇王爺之需要:12。嘉慶十年（1805年）許樂三遺命其子將住居薄賣改為浯江館，但並非只有金門人士可在此休憩，〈重建浯江館碑記〉便提到說「故凡官兵斯鎮及弁丁輿夫、彼都人士，無不憩息其間」:11。
道光十一年（1831年）時，鹿港遊擊溫兆鳳倡議重建，但未動工便陞任艋舺營參將，後來繼任的劉光彩繼續倡議，該工程由鄭用錫擔任總理，於道光十二年（1832年）二月動工，道光十四年（1834年）四月落成，耗資2600銀元:14。此次重建工程有劉光彩的〈重建浯江館碑記〉為記錄，且附有捐題碑:15。由碑文之記載可以發現，當時捐款贊助的將兵全是水師，而且範圍遍及今天的臺南、澎湖、鹿港、萬華（艋舺）、淡水（滬尾），而且絕大部分並非金門人，故學者卓克華認為金門館雖冠以「浯江」或「金門」二字，但其實不只是金門會館而是水師會館或水師伙館:17、18。此外卓克華指出，此次金門館的重建，表面上是因為棟宇摧殘，但其實另一個目的是為了解決班兵運配的問題，使金門館可以作為班兵在等候船隻時短期居留的場所:25。而這次的重建，大致奠定今日的廟貌:49。
清咸豐五年（1855年）再次重修，一說是受到道光二十八年（1848年）彰化地震影響之故，另一說則認為此次重修並未動到主體建築，而是金門館擁有的店屋與廟旁邊室，並新建劉光彩的祠堂:31:37。同治年間據說又有重修過一次:31。此外約在咸豐年間，浯江館可能已經改名成今天的「金門館」，光緒年間「金門館」之名已正式出現在文書上:48。
日治時期，根據大正年間的《寺廟臺帳》，金門館曾在明治四十一年（1908年）於管理人郭文獻倡修下募集400餘金進行重修:40。此外《寺廟臺帳》提到金門館過去因治病靈驗而有眾多信徒，且金門移民信仰深厚，但由於後來當地移出者多，靈顯事蹟少，導致信徒日益減少:43。
二次大戰結束初期，金門館的信徒侷限在龍山寺附近的30多戶人家，香火不盛:44。民國六十一年（1972年）一度重修，且有當時的金門縣長郝成璞贈「宏揚先緒」匾:44，卓克華據此推測此時金門館可能已經和金門祖廟有所往來:45。三年後（1975年）管理人卓神保發起重修，修復正殿、廟房、前殿等處:30:45。民國八十三年（1994年）6月再次重修並在民國八十八年（1999年）9月1日舉行安座大典:30，期間金門館組成奠安香火隊回到祖廟金門新頭伍德宮祭拜:45。

## 建築
金門館為兩進三開間的建築，坐北朝南，與鹿港其他寺廟朝向河口的布局不同:43。此外金門館與一般寺廟不同，在三川殿與正殿兩側皆設有房室，供班兵移防候船暫居:51。

## 祭祀活動
根據咸豐五年（1855年）重修的捐題碑，可知當時金門館的祭祀活動有農曆四月十二日的「王爺聖誕」、七月十二日的普渡「增普」，此外在八月廿二日還會慶祝「劉協臺華誕」以感念劉光彩之功績:35、36。